# Дарик (село)
Вижте пояснителната страница за други значения на Дарик.
Дарик (на арменски: Դարիկ) е село в Армения, област Ширак, община Зоракерт. Според Националната статистическа служба на Армения през 2012 г. общината има 31 жители.

## Демография
Броят на населението в годините 1897–2004 е както следва: